# Toremifeno
El toremifeno es un medicamento que se emplea para el tratamiento del cáncer de mama. Posee acción antiestrogénica y técnicamente se clasifica como modulador selectivo de los receptores estrogénicos, por lo que está emparentado con otros fármacos como el tamoxifeno que poseen efectos parecidos.
No es útil en todos los cánceres de mama, solamente se emplea en aquellos cuyas células presentan receptores específicos para estrógenos. Los tumores de mama son heterogéneos a nivel celular y únicamente el 60% presentan receptores hormonales de este tipo.
El toremifeno se une a los receptores tumorales para los estrógenos y los bloquea, de esta forma las células malignas no reciben los estímulos hormonales y bioquímicos que impulsan su crecimiento y se reduce la proliferación del cáncer. Se administra en forma de comprimidos de 60 mg, la dosis recomendada es un comprimido al día.